# Campiglossa cicerbitae
Campiglossa cicerbitae este o specie de muște din genul Campiglossa, familia Tephritidae. A fost descrisă pentru prima dată de Erich Martin Hering în anul 1951.
Este endemică în Sweden. Conform Catalogue of Life specia Campiglossa cicerbitae nu are subspecii cunoscute.